# Kenny Jackett
Kenny Jackett (ur. 5 stycznia 1962 w Watford), piłkarz walijski, menedżer zespołu Portsmouth.

## Kariera zawodnicza
Kenny rozpoczął swoją piłkarską karierę na końcu lat siedemdziesiątych jako gracz Watford F.C. W latach osiemdziesiątych pomógł drużynie w awansie z Division One, wystąpił w finale Pucharu Anglii 84.
Kariera zawodnicza Jacketta skończyła się przedwcześnie w 1990 roku, gdy doznał poważnej kontuzji, która uniemożliwiła mu kontynuowanie gry.

## Kariera menedżerska
Walijczyk został na Vicarage Road, gdzie pełnił kilka funkcji jako trener zanim powierzono mu prowadzenie pierwszego zespołu. Nastąpiło to w roku 1996. Watford zostało relegowane do Division Two i Jackett miał przywrócić klub do D1. W sezonie 1996/97 Watford zakończyło rozgrywki na 13. miejscu. Był to najgorszy wynik od lat siedemdziesiątych XX wieku. Wtedy zatrudniono na jego miejsce Grahama Taylora, któremu asystował. KJ był świadkiem jak Taylor w ciągu dwóch sezonów awansował do Premiership, choć pewnie sam też miał na ten sukces jakiś wpływ, w końcu był asystentem. Przygoda z Premierleague nie trwała jednak długo, bo tylko sezon 1999/2000. Kiedy Taylor opuścił Szerszenie w lecie 2001 roku, Jackett został zwolniony przez nowego szkoleniowca Gianlucę Vialliego. Decyzja Włocha nie była chwalona przez większość kibiców klubu z Vicarage Road.
Kenny dołączył potem do Queens Park Rangers i pomagał Ianowi Hollowayowi jako asystent. Pomógł na tyle, że QPR awansowało do Division One.
Po 3 latach na Loftus Road, w kwietniu 2004 Walijczyk postanowił zastąpić Briana Flynna, menedżera Swansea City. 13 miesięcy później Swansea świętowało promocję do Division One (L1) zajmując trzecie miejsce w końcowej klasyfikacji. Klub zdobył także FAW Premier Cup. Świetny start w sezonie 2005/2006 League One sprawił, że zaczęło się mówić o drugim z rzędu awansie, ale Swansea trochę zabrakło do bezpośredniego pierwszej dwójki i wylądowało na 6 lokacie kwalifikując się do fazy play-off. W finale ulegli po karnych Barnsley. Na osłodę, drugi raz z rzędu udało się wygrać FAW Premier Cup. Sezon później City nadal oscylowało wokół szóstego oczka w tabeli. Uległo w międzyczasie Sheffield United 3:0 na Brammall Lane w rozgrywkach Pucharu Anglii.
Jednak 15 lutego 2007 za obustronną zgodą, po 3 świetnych sezonach doszło do rozwiązania kontraktu. Na pytanie zarządu, czy Jackett chce kontynuować swoją pracę na Liberty Stadium ten odpowiedział:"Już nie mam 100-procentowego poparcia w klubie" i zdecydował opuścić zespół.
W marcu tego samego roku rozpoczął pracę menedżera zespołu rezerw w Manchesterze City.
Kenny dołączył do Millwall w listopadzie 2007 zastępując Williego Donachiego na stanowisku menedżera i wziął sprawy w swoje ręce wykonując kawał dobrej roboty. Wpoił lwom wiarę w zwycięstwo, które w ostatnich latach trochę podupadło i przemeblował skład. Walijczyk może być szkoleniowcem, który sprawi, że The Lions wrócą do the Championship.